# بولافيل (كارولاينا الشمالية)
بولافيل (بالإنجليزية: Beulaville town, North Carolina)‏ هي بلدة تقع بولاية كارولاينا الشمالية في الولايات المتحدة. تبلغ مساحتها 3.9 كم2، وترتفع عن سطح البحر 27.127200000000002 م، بلغ عدد سكانها 1,296 نسمة في عام 2010 حسب إحصاء مكتب تعداد الولايات المتحدة وتصل الكثافة السكانية فيها 332.3 نسمة لكل كيلومتر مربع (860.7/ميل2).

## التركيبة السكانية
حدّد مكتب تعداد الولايات المتحدة بيانات التركيبة السكانية لبولافيل في تعداد الولايات المتحدة. في ما يلي، التركيبة السكانية حسب تعدادي 2000 و2010.

### تعداد عام 2000
بلغ عدد سكان بولافيل 1,067 نسمة بحسب تعداد عام 2000، وبلغ عدد الأسر 442 أسرة وعدد العائلات 274 عائلة مقيمة في البلدة. في حين سجلت الكثافة السكانية 273.6 نسمة لكل كيلومتر مربع (708.6/ميل2). وبلغ عدد الوحدات السكنية 501 وحدة بمتوسط كثافة قدره 128.5 لكل كيلومتر مربع (332.8/ميل2).
وتوزع التركيب العرقي للبلدة بنسبة 73.48% من البيض و20.81% من الأمريكيين الأفارقة و0.28% من الأمريكيين الأصليين و0.19% من الأمريكيين ذوي الأصول الآسيوية و3.94% من الأعراق الأخرى و1.31% من عرقين مختلطين أو أكثر و5.81% من الهسبانيون أو اللاتينيون من أي عرق.
بلغ عدد الأسر 442 أسرة كانت نسبة 29.6% منها لديها أطفال تحت سن الثامنة عشر تعيش معهم، وبلغت نسبة الأزواج القاطنين مع بعضهم البعض 43.7% من أصل المجموع الكلي للأسر، ونسبة 15.6% من الأسر كان لديها معيلات من الإناث دون وجود شريك، بينما كانت نسبة 2.7% من الأسر لديها معيلون من الذكور دون وجود شريكة وكانت نسبة 38% من غير العائلات. تألفت نسبة 35.5% من أصل جميع الأسر من عدة أفراد يعيشون في نفس المنزل ونسبة 16.5% كانت تتألف من شخص يعيش بمفرده يبلغ من العمر 65 عاماً أو أكثر. وبلغ متوسط حجم الأسرة المعيشية 2.24، أما متوسط حجم العائلات فبلغ 2.89.
بلغ العمر الوسطي للسكان 44.5 عاماً. وكانت نسبة 23.1% من القاطنين تحت سن الثامنة عشر، وكانت نسبة 6.2% بين الثامنة عشر والرابعة والعشرين عاماً، ونسبة 21% كانت واقعةً في الفئة العمرية ما بين الخامسة والعشرين والرابعة والأربعين عاماً، ونسبة 25.1% كانت ما بين الخامسة والأربعين والرابعة والستين، ونسبة 17.3% كانت ضمن فئة الخامسة والستين عاماً فما فوق. يوجد لكل 100 أنثى 81.1 ذكر، ويوجد لكل 100 أنثى في الثامنة عشر من عمرها فما فوق 74.0 ذكر.
بلغ متوسط دخل الأسرة في البلدة 32,059 دولارًا، أما متوسط دخل العائلة فبلغ 40,347 دولارًا. وكان متوسط دخل الذكور 30,104 دولارًا مقابل 24,583 دولارًا للإناث. وسجل دخل الفرد الخاص بالبلدة 19,571 دولارًا. وكانت نسبة 15.4% من العائلات ونسبة 18.9% من السكان تحت خط الفقر، وكان من هؤلاء نسبة 26.5% تحت سن الثامنة عشر ونسبة 11.7% في الخامسة والستين من العمر وما فوق.

### تعداد عام 2010
بلغ عدد سكان بولافيل 1,296 نسمة بحسب تعداد عام 2010، وبلغ عدد الأسر 605 أسرة وعدد العائلات 327 عائلة مقيمة في البلدة. في حين سجلت الكثافة السكانية 332.3 نسمة لكل كيلومتر مربع (860.7/ميل2). وبلغ عدد الوحدات السكنية 663 وحدة بمتوسط كثافة قدره 170 لكل كيلومتر مربع (440.3/ميل2).
وتوزع التركيب العرقي للبلدة بنسبة 69.68% من البيض و23.30% من الأمريكيين الأفارقة و0.23% من الأمريكيين الأصليين و0.46% من الأمريكيين ذوي الأصول الآسيوية و0.08% من سكان جزر المحيط الهادئ و4.94% من الأعراق الأخرى و1.31% من عرقين مختلطين أو أكثر و6.48% من الهسبانيون أو اللاتينيون من أي عرق.
بلغ عدد الأسر 605 أسرة كانت نسبة 24.5% منها لديها أطفال تحت سن الثامنة عشر تعيش معهم، وبلغت نسبة الأزواج القاطنين مع بعضهم البعض 33.9% من أصل المجموع الكلي للأسر، ونسبة 15.5% من الأسر كان لديها معيلات من الإناث دون وجود شريك، بينما كانت نسبة 4.6% من الأسر لديها معيلون من الذكور دون وجود شريكة وكانت نسبة 46% من غير العائلات. تألفت نسبة 38.2% من أصل جميع الأسر من عدة أفراد يعيشون في نفس المنزل ونسبة 23% كانت تتألف من شخص يعيش بمفرده يبلغ من العمر 65 عاماً أو أكثر. وبلغ متوسط حجم الأسرة المعيشية 2.14، أما متوسط حجم العائلات فبلغ 2.84.
بلغ العمر الوسطي للسكان 45.2 عاماً. وكانت نسبة 20.9% من القاطنين تحت سن الثامنة عشر، وكانت نسبة 7.7% بين الثامنة عشر والرابعة والعشرين عاماً، ونسبة 21.1% كانت واقعةً في الفئة العمرية ما بين الخامسة والعشرين والرابعة والأربعين عاماً، ونسبة 25.8% كانت ما بين الخامسة والأربعين والرابعة والستين، ونسبة 24.4% كانت ضمن فئة الخامسة والستين عاماً فما فوق. وتوزع التركيب الجنسي للسكان بنسبة 42.4% ذكور و57.6% إناث.

## وصلات خارجية
- الموقع الرسمي